# 커피 타임
커피 타임(Coffee Time)은 캐나다의 체인 커피 전문점이다. 본사는 온타리오 주 스카보로에 있다.

## 역사
커피 타임은 1982년에 Tom Michalopoulos가 캐나다 온타리오 주 볼튼에 설립했다. 현재 약 300개의 매장을 온타리오주, 알버타 주, 퀘벡주에서 운영하고 있다. 캐나다 뿐 아니라 그리스에 12개 매장, 폴란드에 1개, 중국 베이징에 4개, 이라크에 1개의 매장을 운영하고 있다. 앞으로 이집트, 미국, 카타르, 쿠웨이트, 사우디 아라비아에도 매장을 낼 계획이다. 2006년 10월에는 커피 타임의 모기업인 Chairman's Brand가 Afton Food Group을 인수했다. Afton Food Group은 Robin's Donuts, 241 Pizza, Mrs. Powell's Cinnamon Buns 등의 브랜드와 매장을 운영하는 기업이다.

## 같이 보기
- 세컨드컵
- 팀호튼
- 컨츄리 스타일